# Copa do Brasil 1993
Der Copa do Brasil 1993 war die fünfte Austragung dieses nationalen Fußball-Pokal-Wettbewerbs in Brasilien. Die Copa wurde vom Brasilianischen Sportverband, dem CBF, ausgerichtet. Der Pokalsieger war als Teilnehmer an der Copa Libertadores 1994 qualifiziert. Der unterlegene Finalteilnehmer qualifizierte sich für die Copa Conmebol 1994.

## Saisonverlauf
Der Wettbewerb startete am 2. März 1993 in seine Saison und endete am 3. Juni 1993. Am Ende der Saison wurde der Cruzeiro Belo Horizonte der fünfte Titelträger. Torschützenkönig wurde zum dritten Mal nach 1989 und 1991 Gílson von Grêmio FBPA mit 8 Treffern.
Höchste Siege
- SC Internacional – Ji-Paraná FC: 9:1 (6. April 1993 – Rückspiel Erstrunde)

## Teilnehmer
Es nahmen 32 Klubs teil. Der Modus bestand aus einem K.-o.-System. Teilnehmer waren die Sieger der Staatsmeisterschaften 1992 sowie teilweise deren Vizemeister.
In der Staatsmeisterschaft von Ceará gab es 1992 vier Meister. Der Verband von Ceará bestimmte den Ceará SC als Teilnehmer.
| Bundesstaat         | Klub                    | Qualifizierung                  |
| ------------------- | ----------------------- | ------------------------------- |
| Acre                | Rio Branco FC (AC)      | Staatsmeister 1992              |
| Alagoas             | Clube de Regatas Brasil | Staatsmeister 1992              |
| Amapá               | Trem AD                 | Staatsmeister 1992              |
| Amazonas            | Sul América EC          | Staatsmeister 1992              |
| Bahia               | EC Vitória              | Staatsmeister 1992              |
| Brasília            | Taguatinga EC           | Staatsmeister 1992              |
| Ceará               | Ceará SC                | Ausgewählter Staatsmeister 1992 |
| Espírito Santo      | AD Ferroviária          | Staatsmeister 1992              |
| Goiás               | Goiatuba EC             | Staatsmeister 1992              |
| Maranhão            | Sampaio Corrêa FC       | Staatsmeister 1992              |
| Mato Grosso         | Sorriso EC              | Staatsmeister 1992              |
| Mato Grosso do Sul  | Operário FC (MS)        | Staatsmeister 1992              |
| Minas Gerais        | Cruzeiro EC             | Staatsmeister 1992              |
| Minas Gerais        | América Mineiro         | Vize-Staatsmeister 1992         |
| Pará                | Paysandu SC             | Staatsmeister 1992              |
| Pará                | Clube do Remo           | Vize-Staatsmeister 1992         |
| Paraíba             | Auto EC (PB)            | Staatsmeister 1992              |
| Paraná              | Londrina EC             | Staatsmeister 1992              |
| Paraná              | União Bandeirante FC    | Vize-Staatsmeister 1992         |
| Pernambuco          | Sport Recife            | Staatsmeister 1992              |
| Pernambuco          | Náutico Capibaribe      | Vize-Staatsmeister 1992         |
| Piauí               | 4 de Julho EC           | Staatsmeister 1992              |
| Rio de Janeiro      | CR Vasco da Gama        | Staatsmeister 1992              |
| Rio de Janeiro      | CR Flamengo             | Vize-Staatsmeister 1992         |
| Rio Grande do Norte | América FC (RN)         | Staatsmeister 1992              |
| Rio Grande do Sul   | SC Internacional        | Staatsmeister 1992              |
| Rio Grande do Sul   | Grêmio FBPA             | Vize-Staatsmeister 1992         |
| Rondônia            | Ji-Paraná FC            | Staatsmeister 1992              |
| Santa Catarina      | Brusque FC              | Staatsmeister 1992              |
| São Paulo           | FC São Paulo            | Staatsmeister 1992              |
| São Paulo           | SE Palmeiras            | Vize-Staatsmeister 1992         |
| Sergipe             | CS Sergipe              | Staatsmeister 1992              |

## Modus
Es zählte nach Hin- und Rückspiel nur die Anzahl der Siege. Ergab dieses keinen Sieger, zählte das Torverhältnis.

## Turnierplan
|  | Sechzehntelfinale    | Sechzehntelfinale | Sechzehntelfinale |  |  | Achtelfinale         | Achtelfinale | Achtelfinale |   |       | Viertelfinale | Viertelfinale | Viertelfinale |   |   | Halbfinale  | Halbfinale | Halbfinale  |     |  | Finale      | Finale | Finale |
|  |                      |                   |                   |  |  |                      |              |              |   |       |               |               |               |   |   |             |            |             |     |  |             |        |        |
|  | FC São Paulo         | 1                 | 4                 |  |  |                      |              |              |   |       |               |               |               |   |   |             |            |             |     |  |             |        |        |
|  | CS Sergipe           | 1                 | 3                 |  |  | FC São Paulo         | 0            | 3            |   |       |               |               |               |   |   |             |            |             |     |  |             |        |        |
|  | Rio Branco FC        | 1                 | 0                 |  |  | Rio Branco FC        | 1            | 1            |   |       |               |               |               |   |   |             |            |             |     |  |             |        |        |
|  | Sul América EC       | 0                 | 0                 |  |  |                      |              |              |   |       | FC São Paulo  | 1             | 2             |   |   |             |            |             |     |  |             |        |        |
|  | Cruzeiro EC          | 1                 | 5                 |  |  |                      |              | Cruzeiro EC  | 2 | 2     |               |               |               |   |   |             |            |             |     |  |             |        |        |
|  | AD Ferroviária       | 1                 | 0                 |  |  | Cruzeiro EC          | 0            | 2            |   |       |               |               |               |   |   |             |            |             |     |  |             |        |        |
|  | Náutico Capibaribe   | 1                 | 5                 |  |  | Náutico Capibaribe   | 1            | 0            |   |       |               |               |               |   |   |             |            |             |     |  |             |        |        |
|  | CR Brasil            | 0                 | 0                 |  |  |                      |              |              |   |       |               |               |               |   |   | Cruzeiro EC | 3          | 1           |     |  |             |        |        |
|  | Vasco da Gama        | 3                 | 2                 |  |  |                      |              |              |   |       |               |               | Vasco da Gama | 1 | 1 |             |            |             |     |  |             |        |        |
|  | Sampaio Corrêa FC    | 0                 | 1                 |  |  | Vasco da Gama        | 0            | 4            |   |       |               |               |               |   |   |             |            |             |     |  |             |        |        |
|  | Clube do Remo        | 5                 | 2                 |  |  | Clube do Remo        | 0            | 0            |   |       |               |               |               |   |   |             |            |             |     |  |             |        |        |
|  | Trem AD              | 0                 | 0                 |  |  |                      |              |              |   |       | Vasco da Gama | 2             | 2             |   |   |             |            |             |     |  |             |        |        |
|  | Sport Recife         | 4                 | 3                 |  |  |                      |              | Ceará SC     | 1 | 0     |               |               |               |   |   |             |            |             |     |  |             |        |        |
|  | Taguatinga EC        | 1                 | 0                 |  |  | Sport Recife         | 0            | 0            |   |       |               |               |               |   |   |             |            |             |     |  |             |        |        |
|  | Ceará SC             | 1                 | 3                 |  |  | Ceará SC             | 1            | 1            |   |       |               |               |               |   |   |             |            |             |     |  |             |        |        |
|  | Goiatuba EC          | 0                 | 2                 |  |  |                      |              |              |   |       |               |               |               |   |   |             |            |             |     |  | Cruzeiro EC | 0 2    |        |
|  | CR Flamengo          | 2                 | 2                 |  |  |                      |              |              |   |       |               |               |               |   |   |             |            | Grêmio FBPA | 0 1 |  |             |        |        |
|  | Rio Grande do Norte  | 4                 | 2                 |  |  | CR Flamengo          | 2            | 3            |   |       |               |               |               |   |   |             |            |             |     |  |             |        |        |
|  | Auto EC (PB)         | 2                 | 0                 |  |  | Paysandu SC          | 3            | 0            |   |       |               |               |               |   |   |             |            |             |     |  |             |        |        |
|  | Paysandu SC          | 1                 | 2                 |  |  |                      |              |              |   |       | CR Flamengo   | 1             | 1             |   |   |             |            |             |     |  |             |        |        |
|  | Londrina EC          | 3                 | 2                 |  |  |                      |              | Londrina EC  | 0 | 1     |               |               |               |   |   |             |            |             |     |  |             |        |        |
|  | Operário FC (MS)     | 1                 | 0                 |  |  | Londrina EC          | 1            | 1            |   |       |               |               |               |   |   |             |            |             |     |  |             |        |        |
|  | SC Internacional     | 6                 | 9                 |  |  | SC Internacional     | 1            | 0            |   |       |               |               |               |   |   |             |            |             |     |  |             |        |        |
|  | Ji-Paraná FC         | 0                 | 1                 |  |  |                      |              |              |   |       |               |               |               |   |   | CR Flamengo | 4          | 0           |     |  |             |        |        |
|  | SE Palmeiras         | 2                 | 3                 |  |  |                      |              |              |   |       |               |               | Grêmio FBPA   | 3 | 1 |             |            |             |     |  |             |        |        |
|  | 4 de Julho EC        | 0                 | 0                 |  |  | SE Palmeiras         | 1            | 2            |   |       |               |               |               |   |   |             |            |             |     |  |             |        |        |
|  | América Mineiro      | 0                 | 1                 |  |  | EC Vitória           | 2            | 0            |   |       |               |               |               |   |   |             |            |             |     |  |             |        |        |
|  | EC Vitória           | 1                 | 2                 |  |  |                      |              |              |   |       | SE Palmeiras  | 1             | 1 (6)         |   |   |             |            |             |     |  |             |        |        |
|  | União Bandeirante FC | 2                 | 1                 |  |  |                      |              | Grêmio FBPA  | 1 | 1 (7) |               |               |               |   |   |             |            |             |     |  |             |        |        |
|  | Brusque FC           | 2                 | 0                 |  |  | União Bandeirante FC | 0            | 1            |   |       |               |               |               |   |   |             |            |             |     |  |             |        |        |
|  | Grêmio FBPA          | 1                 | 5                 |  |  | Grêmio FBPA          | 4            | 2            |   |       |               |               |               |   |   |             |            |             |     |  |             |        |        |
|  | Sorriso EC           | 1                 | 2                 |  |  |                      |              |              |   |       |               |               |               |   |   |             |            |             |     |  |             |        |        |

## Finalspiele

### Hinspiel
| Grêmio FBPA                                                | Grêmio FBPA | Cruzeiro EC | Cruzeiro EC |
| ---------------------------------------------------------- | --- | --- | ----------- |
| Grêmio FBPA                                                | \| 30. Mai 1993 in Porto Alegre (Estádio Olímpico Monumental) \| \| Ergebnis: 0:0 \| \| Zuschauer: 31.385 \| \| Schiedsrichter: Márcio Rezende de Freitas \|                          | \| 30. Mai 1993 in Porto Alegre (Estádio Olímpico Monumental) \| \| Ergebnis: 0:0 \| \| Zuschauer: 31.385 \| \| Schiedsrichter: Márcio Rezende de Freitas \|     | Cruzeiro EC |
| Grêmio FBPA                                                | Eduardo Heuser, Luís Carlos Winck, Paulão, Luciano Dias, Dida, Pingo, Jamir Gomes, Juninho, Dener, Gilson (Charles Fabian), Carlos Miguel (Marcelo Mabilia) Cheftrainer: Sérgio Cosme | Paulo César, Zelão, Célio Lúcio, Luizinho, Nonato, Ademir, Rogério Lage, Boiadeiro, Roberto Gaúcho, Cleison, Edenilson Cheftrainer: João Carlos Batista Pinheiro | Cruzeiro EC |
| Grêmio FBPA                                                | Winck, Juninho | Luizinho, Nonato, Cleison | Cruzeiro EC |
| 30. Mai 1993 in Porto Alegre (Estádio Olímpico Monumental) | | |             |
| Ergebnis: 0:0                                              | | |             |
| Zuschauer: 31.385                                          | | |             |
| Schiedsrichter: Márcio Rezende de Freitas                  | | |             |

### Rückspiel
| Cruzeiro EC                                                         | Cruzeiro EC | Grêmio Porto Alegre | Grêmio Porto Alegre |
| ------------------------------------------------------------------- | --- | --- | ------------------- |
| Cruzeiro EC                                                         | \| 3. Juni 1993 in Belo Horizonte (Estádio Governador Magalhães Pinto) \| \| Ergebnis: 2:1 (1:1) \| \| Zuschauer: 70.723 \| \| Schiedsrichter: Renato Marsiglia \|     | \| 3. Juni 1993 in Belo Horizonte (Estádio Governador Magalhães Pinto) \| \| Ergebnis: 2:1 (1:1) \| \| Zuschauer: 70.723 \| \| Schiedsrichter: Renato Marsiglia \|            | Grêmio Porto Alegre |
| Cruzeiro EC                                                         | Paulo César, Paulo Costa, Célio Lúcio, Robson, Nonato, Ademir, Rogério Lage, Éder Aleixo, Roberto Gaúcho, Cleison, Edenilson Cheftrainer: João Carlos Batista Pinheiro | Eduardo Heuser, Jackson Gonçalves, Paulão, Luciano Dias, Dida (Charles Fabian), Pingo, Jamir Gomes (Fabinho), Juninho, Dener, Gilson, Carlos Miguel Cheftrainer: Sérgio Cosme | Grêmio Porto Alegre |
| Cruzeiro EC                                                         | 1:0 Roberto Gaúcho (12.) 2:1 Cleison (46.) | 1:1 Pingo (25.) | Grêmio Porto Alegre |
| Cruzeiro EC                                                         | Jackson, Charles Fabian, Jamir, Fabinho, Dener | | Grêmio Porto Alegre |
| 3. Juni 1993 in Belo Horizonte (Estádio Governador Magalhães Pinto) | | |                     |
| Ergebnis: 2:1 (1:1)                                                 | | |                     |
| Zuschauer: 70.723                                                   | | |                     |
| Schiedsrichter: Renato Marsiglia                                    | | |                     |

## Die Meistermannschaft
| 1. | Cruzeiro EC |
|    | - Tor: Paulo César, Harlei, Sérgio Guedes, Gilberto - Abwehr: Nonato, Luizinho, Célio Lúcio, Zelão, Toninho Cecílio, Adílson Batista, Léo Rachid, Paulo Roberto, Robson, Arley Álvares, Vanderci - Mittelfeld: Rogério Lage, Ramon Menezes, Ademir, Andrade, Edenilson, Cleison, Boiadeiro, Macalé, Careca, Douglas, Emiliano - Angriff: Toto, Éder Aleixo, Roberto Gaúcho, Webert, Daniel Teixeira, Luís Fernando, Aélson, Ronaldo, Nivaldo, Macedo |

## Torschützenliste
| Pl. | Nat.        | Spieler          | Verein        | Tore   |
| --- | ----------- | ---------------- | ------------- | ------ |
| 1   | Brasilianer | Gérson           | Internacional | 9 Tore |
| 2   | Brasilianer | Cleison          | Cruzeiro      | 6 Tore |
| 3   | Brasilianer | Hélio            | Sport Recife  | 5 Tore |
| 3   | Brasilianer | Osmar            | Ceará         | 5 Tore |
| 3   | Brasilianer | Valdir Bigode    | Vasco         | 5 Tore |
| 3   | Brasilianer | Carlos Miguel    | Grêmio        | 4 Tore |
| 3   | Brasilianer | Daniel Franco    | Internacional | 4 Tore |
| 3   | Brasilianer | Jairo Jair Lenzi | Internacional | 4 Tore |
| 3   | Brasilianer | Rudinei          | Internacional | 4 Tore |
| 3   | Brasilianer | Nílson           | Flamengo      | 4 Tore |